# Chiesa di Sant'Antonio Abate (San Martino in Badia)
La chiesa di Sant'Antonio Abate (in tedesco Kirche des Heiligen Antonius Abtei) è la parrocchiale di Antermoia (Untermoi), frazione di San Martino in Badia (Sankt Martin in Thurn), in provincia autonoma di Bolzano. Appartiene al decanato della Val Badia della diocesi di Bolzano-Bressanone e risale al XVIII secolo.

## Descrizione

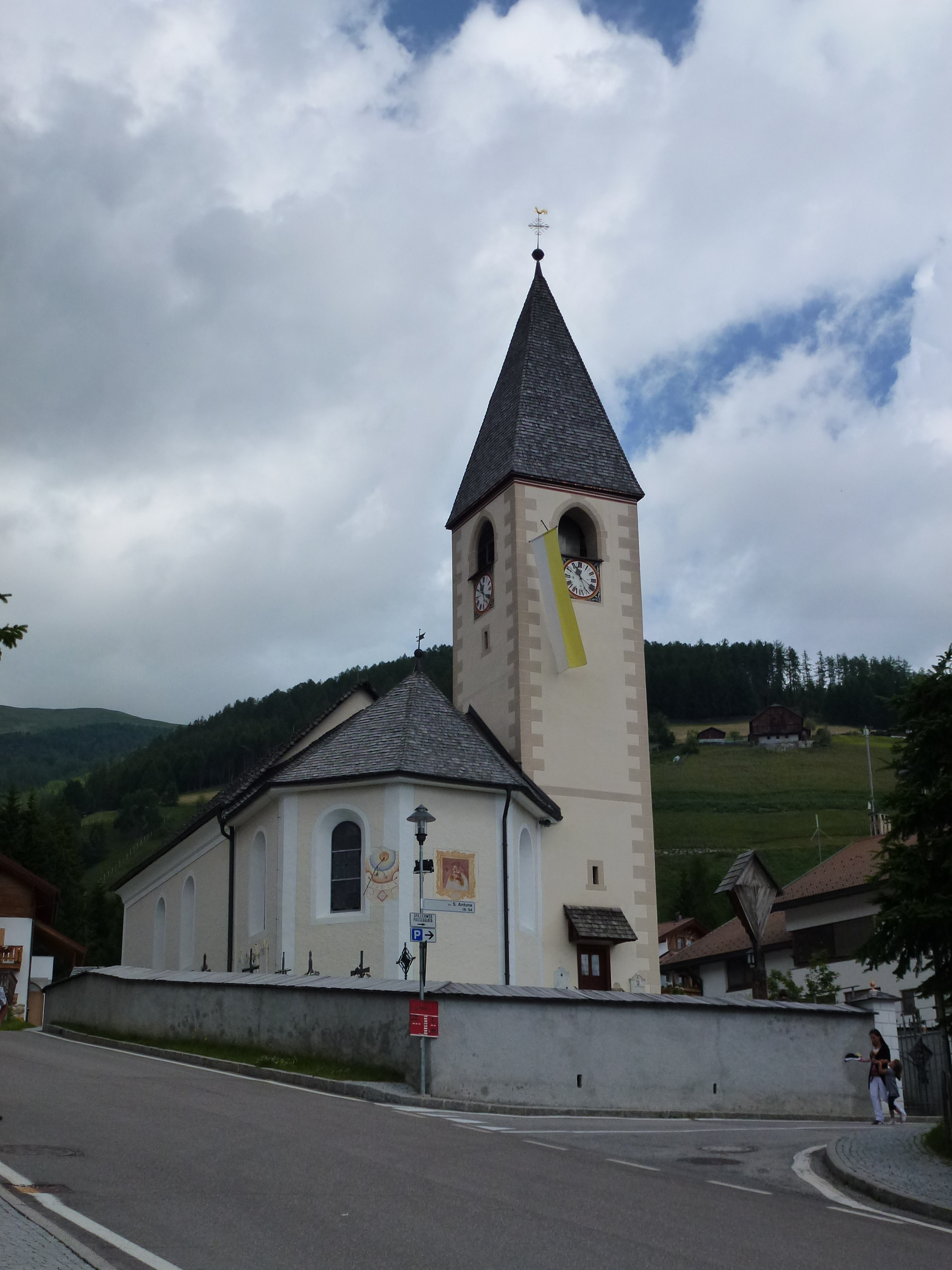
Abside e torre campanaria.

Il luogo di culto si trova nel piccolo centro di Antermoia, all'interno dell'area cimiteriale della comunità. La facciata a capanna a due spioventi è semplice, con un portale di accesso architravato e protetto da una tettoia e sovrastato, in asse, da una finestra con arco a tutto sesto che porta luce alla navata. La torre campanaria si erge in posizione arretrata, sul lato sinistro accanto all'abside a base poligonale. Alla base della torre si apre un ingresso secondario e l'abside ha due grandi finestre poste sulle pareti laterali mentre su quella centrale è arricchito dalla decorazione ad affresco che raffigura il titolare. La cella campanaria si apre con quattro finestre a monofora e sotto due di queste c'è l'orologio. La copertura apicale ha forma di piramide acuta a base quadrata.